# Char lourd
 (mai 2024).
Si vous disposez d'ouvrages ou d'articles de référence ou si vous connaissez des sites web de qualité traitant du thème abordé ici, merci de compléter l'article en donnant les références utiles à sa vérifiabilité et en les liant à la section « Notes et références ».
Pour un article plus général, voir char d'assaut.
Le char lourd est un type de char d'assaut. Il regroupe l'ensemble des chars dépassant une certaine masse, variable selon le pays constructeur et selon les époques. Il se définit par opposition aux autres types de char (char léger, char moyen, char super-lourd, chasseur de chars, canon automoteur). 
Char lourdement blindé et armé, il est destiné à l'accompagnement d'infanterie, la lutte contre les chars et les fortifications adverses. Leur coût de fabrication et leur masse limitent leur emploi opérationnel. 
Dans les années 1960, à la suite de l'amélioration des performances dont la vitesse, le type char lourd est remplacé par celui de char de combat.

## Historique
Après l'apparition du char d'assaut moderne lors de la Première Guerre mondiale, les ingénieurs militaires explorent pendant l'entre-deux-guerres les différentes possibilités de ce type nouveau. Le char lourd apparaît en opposition au char léger et au char moyen.
Le deuxième conflit mondial fait bouger les limites établies entre les différents types de l'entre-deux-guerres. L'amélioration des performances, notamment de la vitesse, permet au char lourd de prendre un rôle plus offensif, pouvant servir dans la recherche de la percée . Un char lourd peut avoir différents rôles : par exemple, l'amélioration de la vitesse lui permet d'être char lourd de percée, c'est-à-dire de briser le front et les défenses adverses. Certains chars, à l'inverse, étaient plus adaptés à la défense, car plus lents.
Après la guerre froide, le type char lourd est conceptuellement abandonné.

## Caractéristiques
Le type du char lourd de l'entre-deux-guerres se définit autour de trois caractéristiques principales :
- Sa masse ; le char lourd dépassant souvent les vingt tonnes ;
- Son blindage ; plus épais, il est à l'origine de la caractéristique précédente ;
- Sa vitesse ; forcément réduite, car la motorisation n'est alors pas en mesure d'apporter un ratio puissance/masse très important.

L'ensemble de ces caractéristiques font de lui un char d'infanterie. Peu mobile, il est en mesure d'apporter un surcroît de puissance de feu, accompagnant la marche de l'infanterie.

## Exemples
- KV-1, char lourd soviétique de la Seconde Guerre mondiale
- IS-2, char lourd soviétique de la Seconde Guerre mondiale et de la guerre froide
- AMX-50, projet de char lourd français
- M103, char lourd américain des années 1950
- FV214 Conqueror, char lourd britannique de la guerre froide

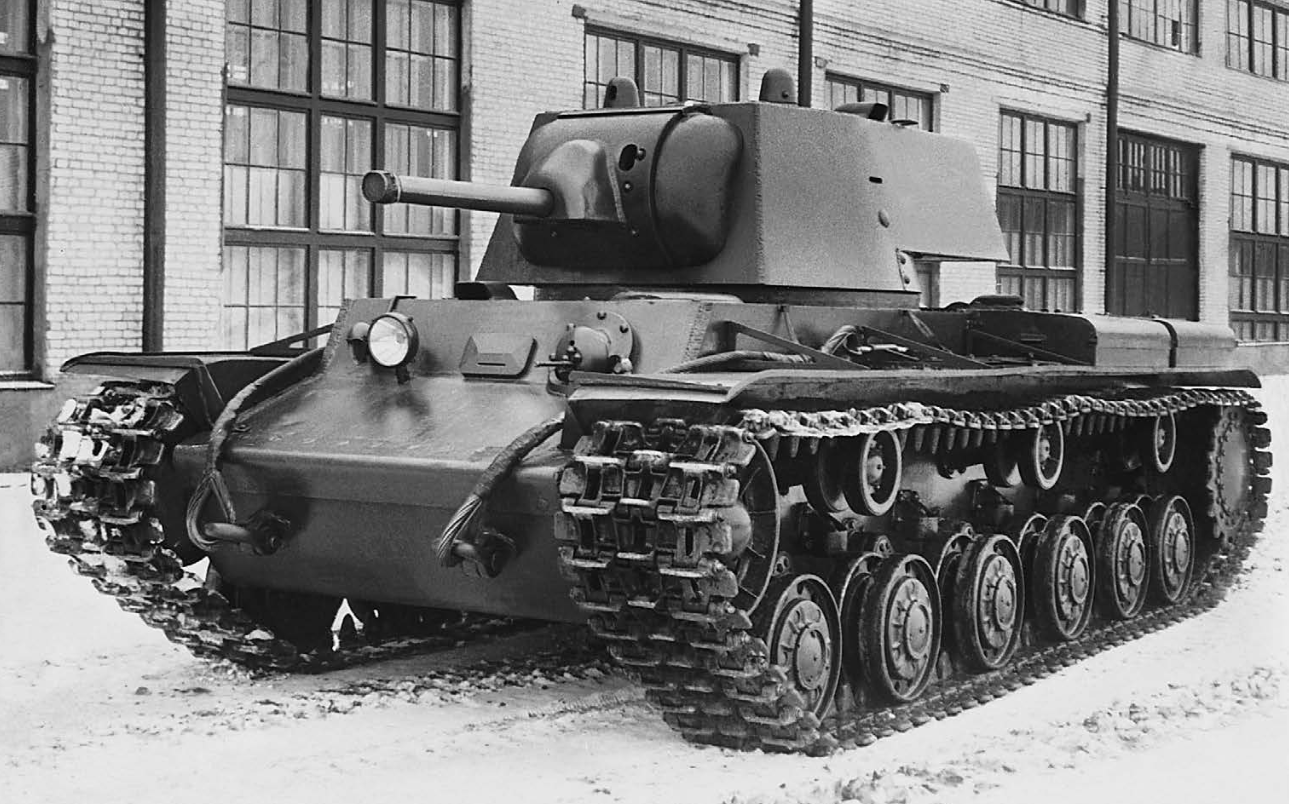
KV-1
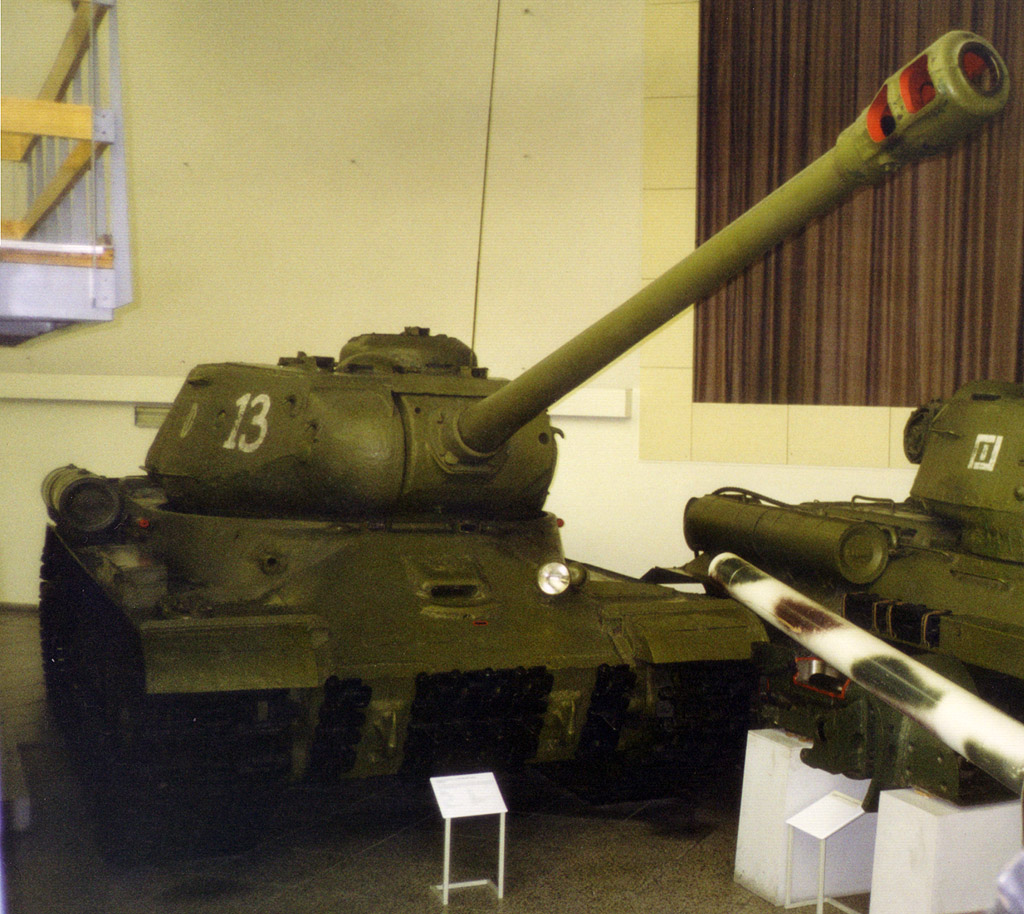
IS-2
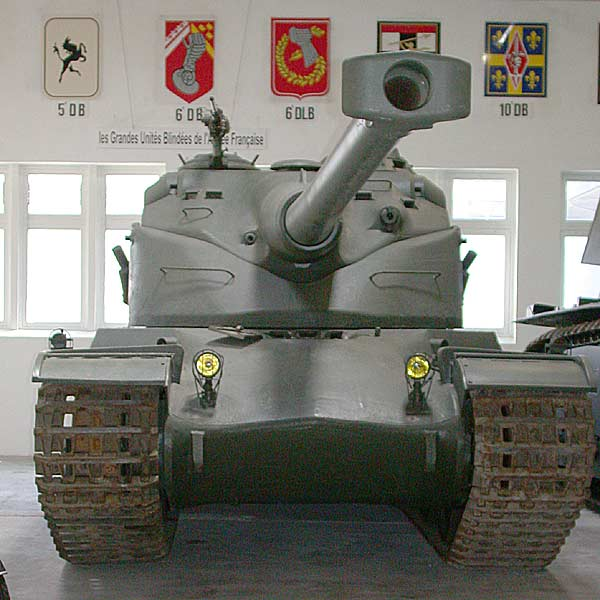
AMX-50
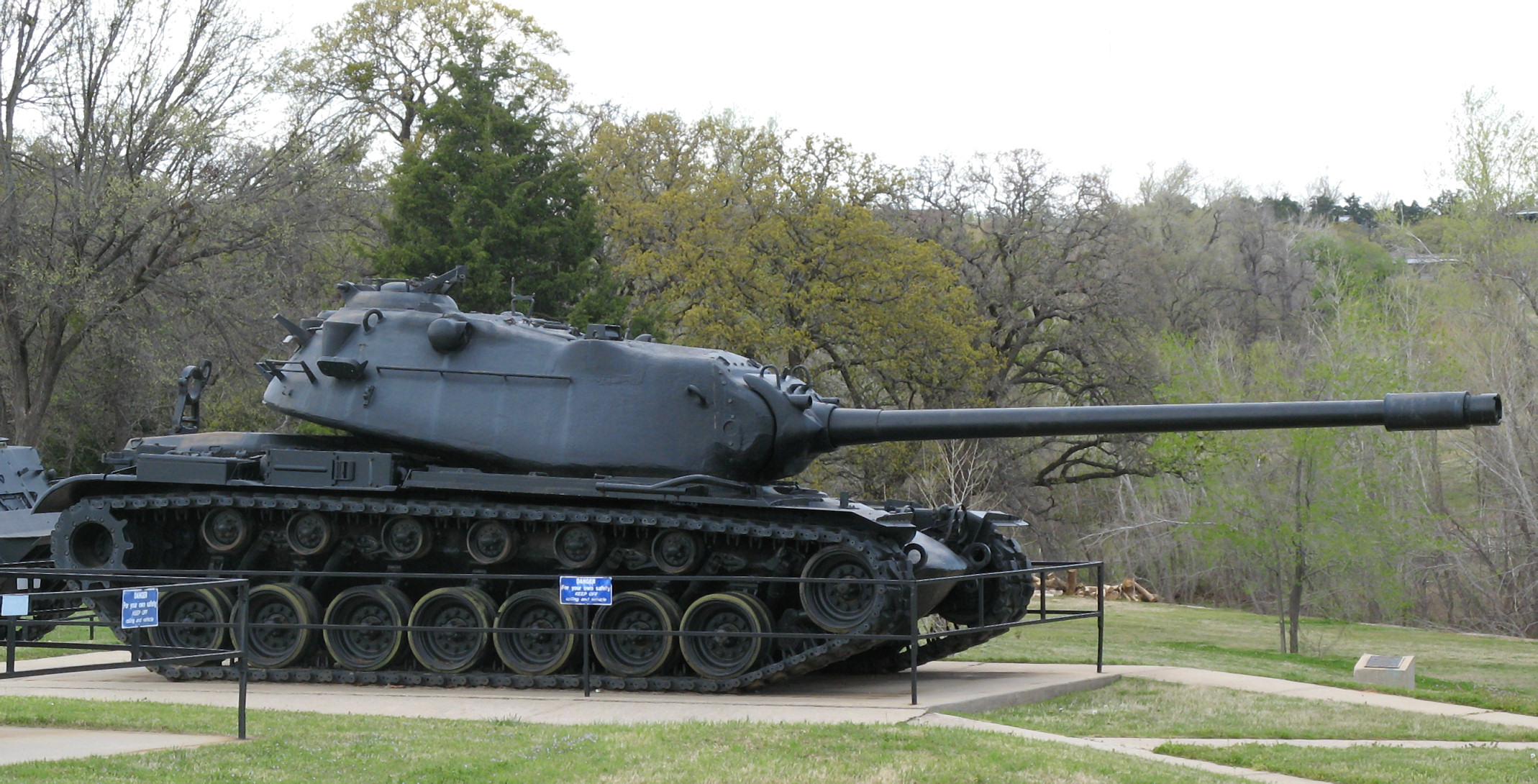
M103
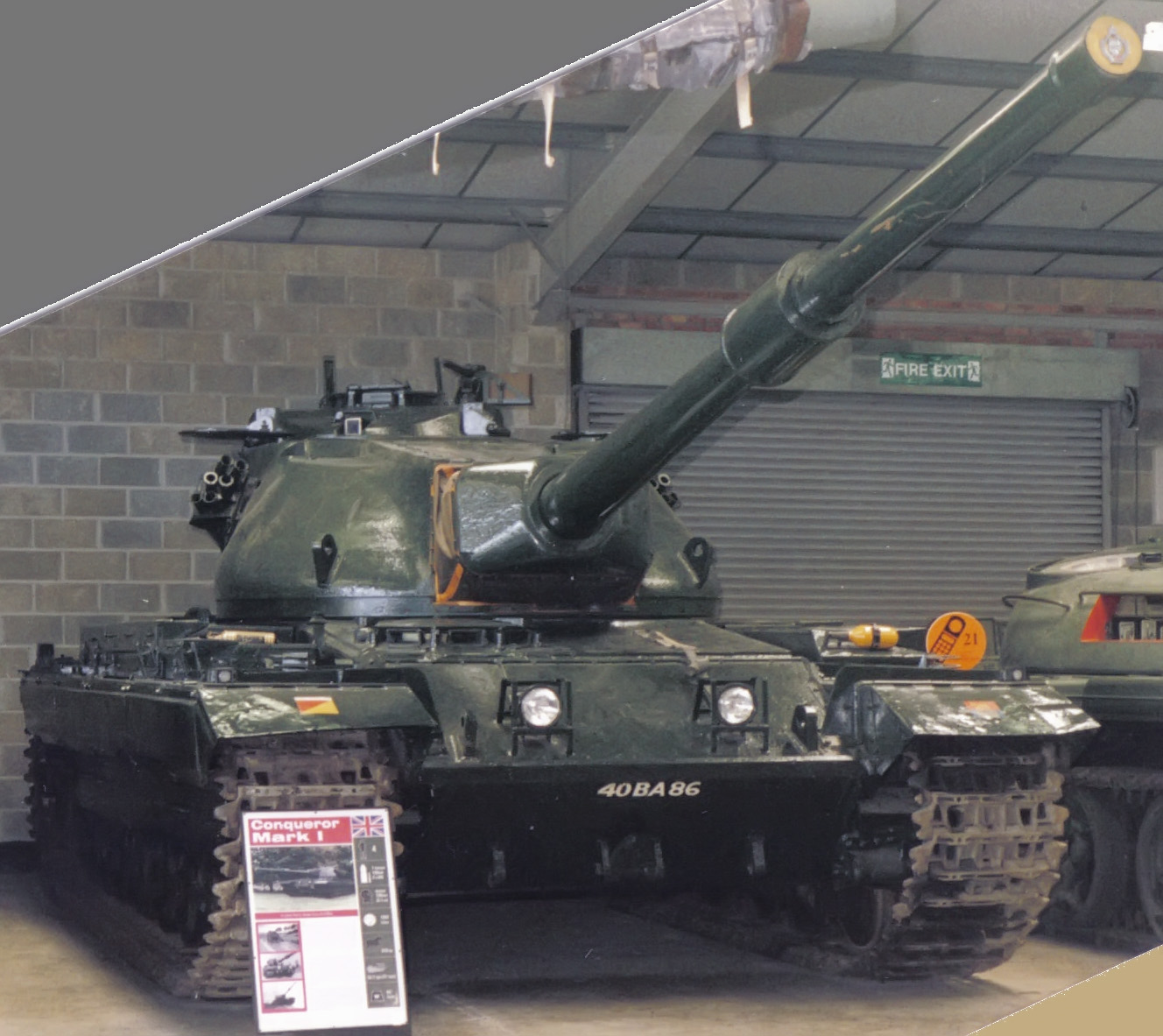
FV214 Conqueror